# Brasura sterilis
Brasura sterilis är en insektsart som beskrevs av Nielson 1991. Brasura sterilis ingår i släktet Brasura och familjen dvärgstritar. Inga underarter finns listade i Catalogue of Life.